# Аеропорт Гданськ (станція)
54°22′57″ пн. ш. 18°28′02″ сх. д. / 54.3825° пн. ш. 18.4672° сх. д.
Залізнична станція Аеропорт Гданськ (пол. Gdańsk Port Lotniczy)  — залізнична станція, що обслуговує Гданський аеропорт імені Леха Валенси в місті Гданськ, Поморське воєводство, Польща. 
Станція відкрита 1 вересня 2015 року і розташована на залізниці Гданськ-Вжещ—Гданськ-Осова. 
Поїздами керує SKM Tricity як частина Поморської залізниці (PKM).
Конструкція: естакадна відкрита з двома береговими платформами.
Пересадки:
- Автобуси: 4A, 110, 122, 210, N3 [1]

| Попередня станція                             | Лінія | Лінія       | Лінія | Наступна станція                                    |
| --------------------------------------------- | ----- | ----------- | ----- | --------------------------------------------------- |
| Гданськ-Рембехово до Гдиня-Головна до Картузи |       | SKM Tricity |       | Гданьск-Матарня до Гданськ-Вжещ до Гданськ-Головний |